# Jorge Suárez Lorenzo
Jorge Antonio Suárez Lorenzo fue un militar cubano. Alcanzó el grado de General de Brigada de las Fuerzas Armadas Revolucionarias de Cuba. Ocupó los cargos de Segundo Jefe del Ejército Oriental de Cuba y Jefe de los Ejércitos Central y Occidental, así como fue Segundo Jefe y Jefe de Operaciones del Estado Mayor de Cuba.
Participó en misiones internacionalistas en Angola y en Etiopía.

## Síntesis biográfica
Jorge Suárez Lorenzo nació en la ciudad de Santiago de Cuba, el 24 de febrero de 1936. Sus padres eran españoles que por cuestiones económicas migraron a Cuba. De los siete hermanos que componían la familia, él era el menor. 

## En la lucha por la Revolución Cubana
Se incorpora al Ejército Rebelde a la edad de 19 años, en 1957. Fue jefe de una de las tres escuadras del conocido como "Pelotón de Choque", un pelotón perteneciente a la Columna 20: "Gustavo Fraga", del Segundo Frente Oriental Frank País. Participó en varios combates a lo largo del desarrollo de la Revolución Cubana, entre 1957 y finales de 1958. Participó en la coordinación y constitución de la Policía Rebelde, encargada de mantener el orden en los territorios ya liberados de la dictadura batistiana.

## Luego del Triunfo de la Revolución
Luego del triunfo revolucionario en 1959  fue enviado a la ya extinta Unión Soviética a cursar estudios militares.
Estuvo en dos ocasiones en Angola (a lo largo de la segunda mitad de la década de los setenta) siendo, durante la segunda, jefe de la agrupación de Tropas Sur. Fue ascendido a General de Brigada en 1980, aun estando en dicha nación.
Posteriormente participó en la Guerra Civil Etíope, como parte del apoyo brindado por Cuba a dicha nación africana.
Fue Segundo Jefe del Ejército Oriental Cubano, siendo subordinado del Primer Jefe, Ramón Espinosa Martín (también General), así como más tarde, ocupó el cargo de Jefe del Ejército Central y del Ejército Occidental cubano, dos de los tres mandos regionales (Occidental, Central y Oriental), encargado el primero de la defensa de todo el territorio abarcado por la Región Central de Cuba , y el segundo de la defensa del territorio de Occidente, en donde se encuentra la ciudad de La Habana.
Poco después desempeñó el cargo de Segundo Jefe y Jefe de Operaciones del Estado Mayor de Cuba.
A finales de los años noventa se traslada al Ministerio del Interior.
Tras su jubilación fue Jefe de Seguridad y Protección del Ministerio de Construcción de Cuba (MINCONS), cargo que ocuparía durante los últimos años de su vida.
Falleció en la Ciudad de La Habana el 14 de enero de 2009, a causa de un accidente.